# انظر (مسلسل)
انظر (بالإنجليزية: See) هو مسلسل تلفزيوني درامي وخيال علمي أمريكي تم إنتاجه لصالح تليفزيون أبل +. تم إعداده من تأليف ستيفن نايت وإخراج . المنتجون التنفيذيون هم ،
تدور احداث المسلسل في مستقبل يكون فيه الجنس البشري قد فقد الإحساس بالبصر، وكان على المجتمع إيجاد طرق جديدة للتفاعل، والبناء والصيد والبقاء على قيد الحياة. يتم تحدي كل ذلك عندما يولد مجموعة من التوائم ذات الرؤية.

## الحلقات
| | عنوان الحلقة     | اخراج          | كتابة                        | العرض الأول    |
| --- | ---------------- | -------------- | ---------------------------- | -------------- |
| 1 | "Godflame"       | فرانسيس لورانس | ستيفن نايت                   | 1 نوفمبر 2019  |
| يولد توأما ماغرا الوافدة الجديدة إلى قبيلة ألكيني التي استقرت على مدى أجيال داخل الغابات، في هذه الأثناء ترسل الملكة كين (حاكمة جيش ويتشفيندر)، تاماكتي جون صائد السحرة لتعقب الذين يدعون انهم يملكون حاسة البصر، يتوجه تاماكتي إلى مستوطنة ألكيني، يقوم زعيم القبيلة بابا فوس (الأب المتبني للطفلين) بإعداد القرية للمعركة، يقوم غيذر باكس بكشف سر الطفليين لصائد السحرة ويخبره بأن والدهم هو جيرلاماريل (مالك حاسة البصر) يقود بابا فوس قبيلة ألكيني لمعركة دامية للدفاع عن المستوطنة ويتراجع جيش ويتشفيندر، يتبع بابا فوس وباريس اثار تركها جيرلاماريل تقود إلى جسر والذي يوفر مرور القبيلة خارج الوادي ويدمر بابا فوس الجسر ويمنع صائدي السحرة من المتابعة.                                                                            |                  |                |                              |                |
| 2 | "رسالة في زجاجة" | فرانسيس لورانس | ستيفن نايت                   | 1 نوفمبر 2019  |
| يتجول بابا فوس مع الطفليين في الغابة ويتعرضون لهجوم دب يأتي جيرلاماريل (اب الطفليين الحقيقي) يطلب من بابا فوس تربية أطفاله ويخبره انه خبئ صندوقًا في شلال مجاور كهدية للأطفال. يخرج بابا فوس الصندوق الذي يحتوي على عشرات الكتب، يستمر غيذر باكس في تأجيج السخط تجاه قيادة بابا فوس للألكيني مع عمته، يجندون "الطيف" (شخصة ماهرة في التجسس)، للتجسس على بابا فوس، يكتشف بابا فوس وباريس أن الطفلين كوفون وهانيوا يملكون حاسة البصرويتفقوا على عدم افشاء السر حتى بلوغ الطفلين، يكتب غيذر ماكس رسالة في زجاجة ويرميها في النهر املا ان تصل إلى الملكة. بعد اثني عشر صيفًا، ترفض ماغرا قول الحقيقة للطفلين وتقوم باريس باخبار كوفون وهانيوا بأن جيرلاماريل هو والدهما الحقيقي وتقوم باعطائهم الصندوق الي تركه والدهم                           |                  |                |                              |                |
| 3 | "دم طازج"        | فرانسيس لورانس | ستيفن نايت وهادي نيكولاس ديب | 1 نوفمبر 2019  |
| بعد عدة سنوات، أصبح كوفون وهانيوا بالغين وقد وقضيا السنوات الماضية في اكتساب المعرفة والمهارات من الكتب التي تركها والدهم، بعد عدة سنوات يعود تاماكتي جون إلى قصر الملكة كين بعد فشله في ايجاد الطفلين ويطلب من الملكة بان ينهي حياته بنفسه بدلا من الإعدام توافق الملكة وقبل ان يقتل نفسه تصل رسالة غيذر باكس إلى الملكة، تكلفه مرة اخرى بايجاد الطفلين، يولد في قبيلة ألكيني طفل مشوه، يبحث بابا فوس ومغرا وباريس مع عدد من الشباب ألكيني عن مهرجان التزاوج لتجديد الدماء في القبيلة، يذهب كوفون وهانيوا سرا إلى المهرجان هناك يشاهدون الأبرياء وهم يحترقون، يتم القبض على كوفون من قبل تجار الرقيق. تقوم هانيوا بإبلاغ والديها ويخرجون للبحث عن تجار الرقيق وينقذون كوفون ويعودون إلى مستوطنة ألكيني.                                   |                  |                |                              |                |
| 4 | "النهر"          | اندرس انجستروم | ستيفن نايت وهادي نيكولاس ديب | 8 نوفمبر 2019  |
| يغزو جيش صائد السحرة مستوطنة ألكيني، يهرب بابا فوس ومغار وباريس وكوفون وهانيوا مع بو ليون بواسطة قارب قد صنعه باب فوس فيما مضى، يلحق بهم صائد السحرة إلى النهر ويقتل بعض منهم لكنهم يهربون، في هذه الأثناء يجتمع برلمان الملكة كين ويعرب عن إحباطه إزاء مقدار الموارد المستخدمة لتحديد موقع أطفال جيرلاماريل على مدار سنوات عديدة، بعد ذلك بفترة قصيرة يتآمر اثنان من أعضاء البرلمان اللورد ديون والسيدة آن، لقتل الملكة كين لكن يفشلون تكشف باريس عن رسالة أخير إلى كوفون وهانيوا من والدهما. تصوت المجموعة مؤيدة لاتباع التعليمات الرسالة في صباح اليوم التالي تستيقض المجموعة لتجد اسلحته مفقودة إضافة إلى كيس جدا لدى ماغرا، في هذه الأثناء تزعزع الملكة كين السد مما يتسبب في انهياره ويدمر المدينة وتخرج للبحث عن جيرلاماريل بنفسها. |                  |                |                              |                |
| 5 | "بلاستيك"        | اندرس انجستروم | ستيفن نايت وسو هيو           | 15 نوفمبر 2019 |
| يبحث بابا فوس وكوفون وهانيوا عن الكيس، يصلون إلى مكان اشبه بمكب نفايات تتسلل هانيوا لكن تتعرض لهجوم شخص مجهول ثم يتضح انه أحد أبناء جيرلاماريل واسمه بوتس، تتعرض الملكة كوين لهجوم ويقتل مرافقيها ويتم اخذها إلى مدينة الديدان، تعيد هانيوا الكيس الصغير إلى ماغرا، يصل صائد السحرة اليهم ويخوضون معركة معهم تختبئ ماغرا وباريس في جذع شجرة لكن فيما بعد تخرج ماغرا وتواجه تاماكتي جون قائد صائدي السحرة وتكشف عن الشيء الموجود داخل الكيس وهو خاتم لا يلبسه إلا الملوك وعند سماع صوته يركع تاماكتي جون وجيشه لماغرا. |                  |                |                              |                |

## البطولة والشخصيات
- جيسون موموا في دور بابا فوس، المحارب القبلي والأب للمجموعة الأولى من الأطفال الذين يولدون مع مشهد في مئات السنين.
- سيلفيا هوكس في دور الملكة كين
- ألفري وودارد في دور باريس
- هيرا هيلمار في دور ماغرا
- كريستيان كامارجو في دور تاماكتي جون
- ارشي ماديكو في دور كوفون
- نيستا كوبر في دور هانيوا
- ياديرا جيفارا-بريب في دور قوس الأسد

## تصوير المسلسل
بدأ التصوير الرئيسي للموسم الأول في 17 سبتمبر 2018 في فانكوفر، كولومبيا البريطانية بكندا، ومن المتوقع أن يستمر حتى 8 فبراير 2019. في أكتوبر 2018، تم الإبلاغ عن إجراء تصوير في منطقتي كوموكس وستراثكونا بارك في جزيرة فانكوفر، كولومبيا البريطانية.
وفقًا لصحيفة وول ستريت، تنفق شركة أبل ما يقرب من 15 مليون دولار لكل حلقة، مقارنةً بالموسم الأخير من مسلسل صراع العروش.

## روابط خارجية
- انظر (مسلسل تليفزيوني) على موقع IMDb (الإنجليزية)
- انظر (مسلسل تليفزيوني) على موقع ميتاكريتيك (الإنجليزية)
- انظر (مسلسل تليفزيوني) على موقع روتن توميتوز (الإنجليزية)
- انظر (مسلسل تليفزيوني) على موقع كينوبويسك (الروسية)
- انظر (مسلسل تليفزيوني) على موقع ألو سيني (الفرنسية)
- انظر (مسلسل تليفزيوني) على موقع قاعدة بيانات الفيلم (الإنجليزية)
- انظر  في قاعدة بيانات الأفلام على الإنترنت (بالإنجليزية)